# Eric Sandberg
Eric Sandberg, född 20 december 1884 i Västra Frölunda, död 3 december 1966 i Göteborg, var en svensk seglare.
Han seglade för Göteborgs KSS. Han blev olympisk silvermedaljör i London 1908.